# Eskimsko-aleutski jezici
Eskimsko-aleutski jezici (privatni kod: eska) jezična porodica u arktičkom području SAD-a, Kanade i krajnjeg sjeveroistoka Rusije. Obuhvaća (11) jezika kojima govore Aleuti i Eskimi.
A) Aleutski (1), Rusija, SAD: aleutski
B) Eskimski (10), Kanada, SAD, Rusija: deset različitih eskimskih jezika nazivanih inupiatun, inuktitut i yupik.

## Vanjske poveznice
- Ethnologue (14th)
- Ethnologue (15th)
- subtree for Eskimo-Aleut  Arhivirana inačica izvorne stranice od 7. ožujka 2008. (Wayback Machine)
- Familia Esquimal-Aleutiana